# Sniper Elite (Computerspiel)
Sniper Elite (auch bekannt als Sniper Elite: Berlin 1945) ist ein taktisches Third-Person-Shooter-Stealth-Videospiel, das von Rebellion Developments entwickelt und 2005 von MC2 France in Europa und von Namco Hometek in Nordamerika veröffentlicht wurde. 2012, zeitgleich mit der Veröffentlichung des Remakes Sniper Elite V2, wurde es von Rebellion selbst über Steam neu aufgelegt.
Die Hauptfigur von Sniper Elite ist Karl Fairburne, ein in Deutschland geborener amerikanischer OSS-Geheimagent, der als deutscher Scharfschütze getarnt ist. Er wird 1945, in den letzten Tagen des Zweiten Weltkriegs, in die Schlacht um Berlin eingesetzt, mit dem entscheidenden Ziel, deutsche Nukleartechnologie vor der Sowjetunion zu erhalten.

## Spielprinzip
Sniper Elite ist ein Third-Person-Shooter, der Stealth- und First-Person-Shooter-Spielelemente beinhaltet. Um den Stealth-Aspekt zu verstärken, gibt es einen prozentualen Tarnungsindex, der die Sichtbarkeit der Spielerfigur Fairburne anzeigt. Fairburne verwendet mehrere Waffen aus der Zeit des Zweiten Weltkriegs, darunter Scharfschützengewehre, eine schallgedämpfte Pistole, Maschinenpistolen, leichte Maschinengewehre, eine Panzerabwehrwaffe und Handgranaten, die auch zur Aufstellung von Stolperdraht-Sprengfallen verwendet werden können.
Eines der Hauptmerkmale des Spiels ist die Möglichkeit einer realistischen Ballistik, die Faktoren wie Geschossabfall, Windstärke und Atmung beim Schussversuch mit einbezieht. Das Sniping-Gameplay wird in der First-Person-Scope-View durchgeführt, während die Bewegung und der Einsatz aller anderen Waffen in der Third-Person-Sicht erfolgt. Wenn der Spieler einen besonders gut platzierten Scharfschützenschuss (wie einen Kopfschuss oder einen Schuss auf ein sich bewegendes Ziel) erfolgreich ausführt, folgt die Ansicht in Zeitlupe der Flugbahn der Kugel, während die Kamera sich um die Kugel dreht.
Zu den Merkmalen gehören die Fähigkeit, einen Feind so zu verwunden, dass ihre Kameraden ihre Position offenbaren, indem sie ihm zu Hilfe kommen, Granaten und Treibstofftanks mit gut zielsicherem Gewehrfeuer zur Explosion zu bringen und Schüsse so zu timen, dass laute Geräusche wie Donner oder Artillerieexplosionen das Geräusch überdecken.

## Handlung
Das Spiel folgt dem Protagonisten Karl Fairburne, der versucht zu verhindern, dass die Sowjetunion im April 1945 die Kontrolle über Deutschlands nukleare Geheimnisse in und um Berlin übernimmt. Über seinen Hintergrund ist sehr wenig bekannt, abgesehen davon, dass er vor Ausbruch des Krieges in Berlin aufgewachsen ist, dass er kurz nach dem Kriegseintritt Amerikas in West Point studiert hat und dass er für diese Mission ausgewählt wurde, weil die Stadt seine Erziehungsheimat war.
In der Stadt sind mehrere Fraktionen aktiv, darunter der deutsche Widerstand, die Karl helfen wollen, der sowjetischen NKWD und die Nazi-Kräfte. Der historische Nazi-Beamte Martin Bormann, eine äußerst mächtige Figur innerhalb des Dritten Reiches, ist eines von Karls Mordzielen, da er sich am Brandenburger Tor mit einem NKWD-Kontakt treffen will, um in die Sowjetunion überzulaufen. Die übrigen Figuren (wie Dr. Max Lohmann, ein wichtiger deutscher Wissenschaftler, dem Fairburne zugeteilt ist, um bei der Gefangennahme und Eskortierung aus Berlin heraus nach Amerika zu helfen, damit er nicht in die Hände des NKWD fällt) sind fiktiv, mit Ausnahme von General Patton, der Fairburne auf eine Mission geschickt hat.

## Wii-Version
Die Wii-Version des Spiels wurde im September 2010 von Reef Entertainment in Nordamerika veröffentlicht. Es ist mit der Wii-Fernbedienung und dem Wii Zapper kompatibel und enthält einen neuen Bonuslevel. Das Spiel wurde später im selben Jahr auch in Europa veröffentlicht.

## Rezeption
Sniper Elite wurde bei den TIGA Awards 2005 als "Bestes PC/Konsolenspiel" ausgezeichnet. Ab 2010 hält das Spiel GameRankings-Ergebnisse von 73 % für die PC-Version, 77 % für die PlayStation 2 und 77 % für die Xbox.

## Roman
Der Buchabdruck von Rebellion Developments, Abaddon Books, veröffentlichte einen vom Spiel inspirierten Roman, Sniper Elite: The Spear of Destiny, geschrieben von Jasper Bark. In diesem Buch hat Karl Fairburne den Auftrag, den Nazi-SS-General Helmstadt daran zu hindern, eine funktionierende Atombombe an die Sowjets zu verkaufen.